# Desa Lamuk (administrativ by i Indonesien, lat -7,46, long 109,79)
Desa Lamuk är en administrativ by i Indonesien.   Den ligger i provinsen Jawa Tengah, i den västra delen av landet, 400 km öster om huvudstaden Jakarta.